# Île Charity
L'île Charity est un la plus grande île de la baie de Saginaw dans les eaux du lac Huron. elle fait partie du canton de Whitney (en) dans le Comté d'Arenac (Michigan aux USA).
L'île a une superficie de 0,90 km2 et a environ 3 milles (4,8 km) de rivage. L'île contient également un étang de 11 acres (0,04 km2), alimenté par des sources.

## Historique
L'île a été nommée par les marins du lac pour son emplacement, placée «par la charité de Dieu» à l'entrée de la baie de Saginaw à mi-chemin entre la ville d' Au Gres, et The Thumb. Les îles n'étaient connues sous le nom d'îles de la Charité qu'après 1845. Selon une carte de 1839, Big Charity Island était appelée Shawangunk, tandis que Little Charity Island était connue sous le nom d'île aux Traverse .
L'île est largement boisée, principalement avec des feuillus mixtes. L'écoclimat humide est favorable à un herbier diversifié, y compris certaines espèces végétales rares. Ses plages isolées et sa forêt de feuillus unique offrent un excellent habitat pour une variété de plantes et d'animaux. De nombreuses espèces de plantes rares et protégées poussent sur l'île, notamment le chardon de Pitcher (Cirsium pitcheri (en)), des hectares de Trillium, Arisème petit-pêcheur et Sabot de la Vierge. L'île est surtout connue des marins pour son ancien phare, le phare de l'île Charity qui a été construit en 1857. Il a fonctionné jusqu'en 1939 et a ensuite été remplacé par le phare de Gravelly Shoal.

## Zone protégée
L'île a été mise en vente en 1987 pour 750,000 $. En 1993, elle a été achetée par le courtier immobilier de Standish Robert Wiltse et d'autres investisseurs avec des plans comprenant 24 grandes maisons. Après avoir construit un port, Wiltse a changé d'avis sur son développement. En 1997, il a vendu plus de 80% de l'île à l'United States Fish and Wildlife Service en complément du système Michigan Islands National Wildlife Refuge (en) (MINWR), et quelques acres à The Nature Conservancy (qui a également acheté le phare du gouvernement).
Géologiquement, l'île contient des poches de chaille qui auraient été extraites par des Amérindiens. Au large au sud, des récifs de gravier  créent un canal en eau peu profonde séparant Big Charity Island de son petit voisin, Little Charity Island . La zone entre les deux îles est un endroit préféré pour la pêche. À l'extrémité nord-est de l'île, une petite baie est bordée de substrat rocheux calcaire, offrant une bonne tenue comme lieu d'ancrage pendant les tempêtes. Le port de refuge est accessible par petit bateau, bien que l'accès soit contrôlé par le U.S. Fish and Wildlife Service.
Des visites de l'île (et même des dîners-croisières) sont disponibles auprès d'une compagnie de ferry à Au Gres. L'ancienne maison du gardien de phare et a été reconstruite et, à titre privé est exploitée comme un restaurant et un bed and breakfast.